# Pere Abat i Mestre
Pere Abat (a vegades Abad) i Mestre (Igualada, 1747 - Sevilla, 1800) va ser un botànic i farmacèutic català.
Recomanat per l'Acadèmia de Barcelona, va ser nomenat l'1 de febrer de 1786 catedràtic del Jardí Botànic de la Regia Sociedad Sevillana de Medicina, va prendre possessió aquest mateix any i ho va reorganitzar segons el sistema de Linneo, ampliant a més considerablement el seu herbari, creat per Antonio Ramos, fins als dos mil plecs, la major part dels quals es troben ara en l'Herbari Històric de la Universitat de Sevilla. És epònim d'un gènere botànic, Abatia. Va intercanviar correspondència amb altres institucions científiques i va participar en actes públics per difondre i ensenyar la botànica. Va compondre també no menys de nou discursos, uns impresos i altres inèdits, sobre la matèria en què era expert per la Real Sociedad de Medicina i demás ciencias de Sevilla.